# قناة الأنوار
قناة الأنوار فضائية إسلامية شيعية تهتم بأمور الدين والعقيدة الشيعية، تأسّست القناة بجهود وتوجيهات المرجع محمد الحسيني الشيرازي، وتحركات ابنه مرتضى.
بدأت القناة بثّها عام 2004 وتبثّ على الأقمار الصناعية نايل سات وهوت بيرد وجلاكسي. تُبَثّ قناة الأنوار من لندن، ولكن مكتبها الرئيسي في الكويت، كما أن لها مكاتباً في سوريا والولايات المتحدة ولبنان وإيران.
وتستعد قناة الأنوار لإطلاق بث قناة جديدة باللغة الإنجليزية، باسم قناة أنوار الحسين.

## قناة الأنوار 2
بعد سنوات من بدء بث قناة الأنوار؛ ظهرت قناة باسم «الأنوار 2»، غير أن مسؤولي قناة الأنوار صرّحوا بأن لا ربط ولا علاقة نهائياً لقناة الأنوار بقناة «الأنوار 2»، وكل ما هنالك؛ أن مسؤول «الأنوار 2» كان أحد مسؤولي قناة الأنوار، فلا يوجد أي ربط إداري وفني بين القناتين.

## برامج القناة
- دروس في التفسير: هي دروس في تفسير القرآن ألقاها مرتضى الحسيني الشيرازي في الحوزة العلمية الزينبية في دمشق.
- خطبة الجمعة: تسجيل لخطب الجمعة التي يلقيها أحمد الحسيني الشيرازي في مسجد الإمام الشيرازي بمنطقة بنيد القار في الكويت.
- قبسات من هدى القرآن: هي محاضرات مرتضى القزويني التي يلقيها في العتبة الحسينية.

تقوم القناة كذلك بنقل بعض المحاضرات ومراسم العزاء التي تقام في حسينيات متعددة منها حسينية الرسول الأعظم في الكويت، وحسينية الحاج داوود العاشور في البصرة وغيرها من الحسينيات.